# 血在風上
《血在風上》是1990年上映的一部香港電影，由楚原執導，方中信、李子雄領銜主演。

## 故事大綱
方與雄自小在忠義堂幫會長大，之後所發生的故事。

## 演員
| 演員   | 角色   | 備注                                                 | 粵語配音 |
| 方中信 | 陳金誠 | 自小在忠義堂幫會長大 阿雄之好友，後反目              | 朱子聰   |
| 李子雄 | 阿雄   | 自小在忠義堂幫會長大 陳金誠之好友，後反目            | 張炳強   |
| 吳家麗 | 阿芳   | 陳志誠之妻 醉伯之女                                  | 曾慶珏   |
| 陳玉蓮 | 阿蓮   |                                                      |          |
| 鮑方   | 龍叔   | 忠義堂黑幫龍頭 看好陳志誠 陳金誠、阿雄之乾爹         | 周永光   |
| 吳孟達 | 達叔   | 龍叔之跟班 自小看管陳金誠、阿雄、阿蓮                | 陳欣     |
| 羅烈   | 明叔   | 忠義堂叔父 龍叔之手下，後成為阿雄的手下              | 賈鳳悟   |
| 王俊棠 | 阿威   | 龍叔之手下，後為阿雄手下 經常私人販賣毒品            | 張炳強   |
| 吳元俊 | 沙膽超 | 黑幫老大，阿雄的天敵 澳門黑幫龍頭 搶掉阿雄澳門的地盤 | 陳永信   |
| 林威   | 曹門   | 毒販 和阿威合作賣毒品                                | 黃志明   |
| 馮淬帆 | 醉伯   | 川民 阿芳之父 最後槍殺阿雄                           | 馮淬帆   |
| 陳觀泰 |        |                                                      |          |
| 陳子豪 |        |                                                      |          |

## 外部連結
- 互联网电影数据库（IMDb）上《血在風上》的资料（英文）
- 香港影庫上《血在風上》的資料（繁體中文）